# 5 contra cazinoului
5 Against the House este un film noir american din 1955 regizat de Phil Karlson. În rolurile principale joacă actorii Guy Madison, Brain Keith și Kim Novak.

## Distribuție
- Guy Madison — Al Mercer
- Brain Keith — Brick
- Kim Novak — Kaye Greyler
- Kerwin Mathews — Ronnie
- Alvy Moore — Roy
- William Conrad — Eric Berg
- Jack Dimond — Francis Spiegelbauer
- Jean Willes — Virginia